# Північна Тихоокеанська військова флотилія (СРСР)
Півні́чна Тихоокеа́нська військо́ва флоти́лія — океанська військова флотилія у складі військово-морського флоту Збройних сил СРСР в 1939 — 1945 в північній частині акваторії Тихого океану.

## Історія
Сформована на Тихоокеанському флоті в серпні 1939 для оборони узбережжя і морських комунікацій в Татарській протоці і Охотському морі. У своєму складі мала міновий загородник, 3-тю бригаду підводних човнів, 5, 8 і 9-й окремі дивізіони торпедних катерів, частини берегової оборони, ППО і ВПС. Флотилія базувалася на Радянську Гавань (головна база), Де-Кастрі і Миколаївськ-на-Амурі.
В період Великої Вітчизняної війни брала участь в постановці мінних загород в районі Радянської Гавані.
У ході радянсько-японської війни брала участь в Південно-Сахалінській і Курильській десантній операціях.
Завдавала авіаційних ударів, висаджувала морські десанти в порти Південного Сахаліну і на Курильські острови, забезпечувала військові перевезення.
Розформована 1945.

## Склад флотилії
У серпні 1945 року до складу флотилії входили:
- сторожовий корабель «Зірниця» (ін. 39)
- 10 тральщиків
- 15 підводних човнів
- 13 торпедних катерів
- 6 сторожових катерів
- окремий батальйон морської піхоти
- 330 бойових літаків

## Командування
- Командувачі:
  - контрадмірал Арапов М. І. (серпень 1939 — лютий 1943);
  - контрадмірал, з листопада 1944 віцеадмірал Андрєєв В. А. (квітень 1943 — до кінця радянсько-японської війни).
- Член Військової Ради — військовий комісар:
  - генерал-майор берегової служби Зайцев Г. Ф. (серпень 1939 — до кінця радянсько-японської війни).
- Начальники штабу:
  - капітан 2-го рангу Котов В. Ф. (липень 1941 — серпень 1943);
  - контрадмірал Байков І. І. (серпень 1943 р. — до кінця радянсько-японської війни).